# Memètica

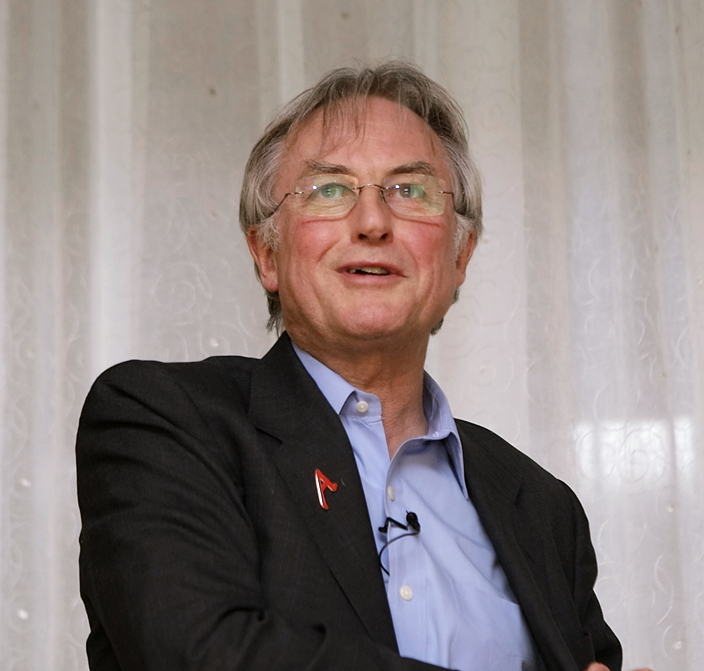
Richard Dawkins, creador del terme.

La memètica és el conjunt d'elaboracions teòriques relatives a la teoria de mems, en tant que unitats d'informació cultural (com ara pensaments, idees, pràctiques, rituals, hàbits, cançons...) que es repliquen i es transmeten d'una ment a una altra. Els mems es propaguen entre ells i formen part integral del teixit cultural, comportant-se, en el seu procés de transmissió, de manera semblant als virus. Si s'ajunten en un mateix conjunt simbòlic, passen a anomenar-se memplexos o mems complexos; aquests formen sistemes coherents i es transmeten amb major eficàcia.

## Història
En el seu llibre The Selfish Gene (1976), el biòleg evolutiu Richard Dawkins va usar el terme meme per descriure una unitat de transmissió cultural humana similar al gen, argumentant que la replicació també passa en la cultura, encara que sigui en un sentit diferent. Bella Hiscock va resumir una hipòtesi similar el 1975, que va fer referència a Dawkins. L'evolució cultural en si és un tema molt més antic, amb una història que es remunta com a mínim fins a l'era de Darwin.
Dawkins (1976) va proposar que el meme és una unitat d'informació que resideix al cervell i que és el replicador mutant en l'evolució cultural humana. És un patró que pot influir en el seu entorn, és a dir, té una agència causal, i es pot propagar. Aquesta proposta va provocar un debat entre sociòlegs, biòlegs i científics d'altres disciplines. El mateix Dawkins no va proporcionar una explicació suficient sobre com la replicació de les unitats d'informació del cervell controla el comportament humà i, finalment, la cultura, i el tema principal del llibre era la genètica. Dawkins aparentment no tenia la intenció de presentar una teoria completa de memètiques en The Selfish Gene, sinó que va inventar el terme meme en un esperit especulatiu. En conseqüència, diversos investigadors van definir el terme "unitat d'informació" de diferents maneres.
El moviment modern de memètics data de mitjan anys vuitanta. Una columna de "Metamagical Themas" de gener de 1983 de Douglas Hofstadter, en Scientific American, va ser influent, com el seu llibre de 1985 del mateix nom. "Memeticist" es va inventar com a "genetista", originalment en The Selfish Gene. Més tard, Arel Lucas va suggerir que la disciplina que estudia els memes i les seves connexions amb els humans i altres operadors d'ells es coneixen com a "memètics" per analogia amb la "genètica". El gen egoista de Dawkins ha estat un factor en atreure l'atenció de persones de diferents orígens intel·lectuals. Un altre estímul va ser la publicació de 1991 de la consciència explicada pel filòsof de la Universitat Tufts Daniel Dennett, que va incorporar el concepte meme en una teoria de la ment. En el seu assaig "Virus de la ment" de 1991, Richard Dawkins utilitza memètiques per explicar el fenomen de la creença religiosa i les diverses característiques de les religions organitzades. Per llavors, els memètics també s'havien convertit en un tema que apareix en la ficció (per exemple, Snow Crash de Neal Stephenson).
La idea del llenguatge com a virus ja havia estat presentada per William S. Burroughs a partir de 1962 en el seu llibre The Ticket That Exploded, i posteriorment The Electronic Revolution, publicat el 1970 a The Job. Douglas Rushkoff va explorar el mateix concepte en Media Virus: Agendes Ocultes en Cultura Popular en 1995.
Tanmateix, la fundació dels memètics en la seva moderna encarnació original es va originar en la publicació de dos llibres d'autors fora del corrent acadèmic el 1996: Virus of the Mind: The New Science of the Meme, de l'exexecutiu de Microsoft, va convertir el ponent de motivació i el jugador professional, Richard Brodie i Thought Contagion: How Cree Spreads Through Society per Aaron Lynch, un matemàtic i filòsof que va treballar durant molts anys com a enginyer a Fermilab. Lynch va afirmar haver concebut la seva teoria totalment independentment de qualsevol contacte amb els acadèmics en l'àmbit de l'evolució cultural, i aparentment ni tan sols era conscient de The selfish gene de Dawkins fins que el seu llibre estava molt a prop de la publicació.
Al voltant de la publicació dels llibres de Lynch i Brodie, apareix a la web la revista electrònica Journal of Memetics - Evolutionary Models of Information Transmission. Va ser acollit per primera vegada pel Centre de Modelització de Polítiques a la Universitat Metropolitana de Manchester, però més tard assumit per Francis Heylighen de l'institut de recerca CLEA al Vrije Universiteit Brussel. La revista electrònica aviat es va convertir en el punt central de la publicació i el debat dins de la comunitat principiantista. (Hi havia hagut una breu publicació de memèries basada en paper a partir de 1990, el Journal of Ideas editada per Elan Moritz). En 1999, Susan Blackmore, psicòloga de la Universitat d'Occident d'Anglaterra, va publicar The Meme Machine, que va desenvolupar les idees de Dennett, Lynch i Brodie més i va intentar comparar-les i contrastar-les amb diversos enfocaments del corrent evolutiu cultural, a més d'oferir teories innovadores i controvertides basades en memètiques per a l'evolució del llenguatge i el sentit humà de l'egoisme individual.
El terme "meme"
El terme "meme" deriva del grec antic μιμητής (mimētḗs), que significa "imitador, pretendent". El terme "mneme" va ser utilitzat el 1906 pel biòleg evolutiu alemany Richard Semon, més conegut pel seu desenvolupament de la teoria engram de la memòria, en el seu treball Die mnemischen Empfindungen in ihren Beziehungen zu den Originalempfindungen. Fins que Daniel Schacter va publicar Idees oblidades, Pioners desatesos: Richard Semon i la història de la memòria l'any 2000, l'obra de Semon va tenir poca influència. Richard Dawkins (1976) aparentment va encunyar la paraula "meme" independentment de Semon, escrivint això:
"Mimeme" prové d'una arrel grega adequada, però vull un monosíl·lab que sembla una mica com "gen". Espero que els meus amics classistes m'ho perdonin si abrobo mimeme a meme. Si és un consol, podria alternativament pensat com a relacionat amb la "memòria" o amb la paraula francesa".